# Záncara
Zancara – rzeka na Półwyspie Iberyjskim, o długości 168 km. Jedna z rzek źródłowych Gwadiany. Jej źródła znajdują się w południowej części płaskowyżu La Mancha.